# Bandera de Salas
La bandera de Salas (Asturias), es rectangular, de un largo equivalente a 3/2 el ancho, y el paño es monocolor rojo. En el centro, lleva el escudo del concejo.
- Datos: Q5718738